# Trilogie new-yorkaise
La Trilogie new-yorkaise (titre original en anglais The New York Trilogy) est une trilogie de romans américains écrits par Paul Auster et parus séquentiellement entre 1985 et 1986 avant d'être édités en un seul volume en 1987. Les trois histoires se déroulent à New York qui prend une place toute particulière dans l'œuvre. Cette trilogie vaudra une reconnaissance internationale à Paul Auster et lui accordera une place de choix parmi les auteurs indissociables de Big Apple.

## Cité de verre
Cité de verre a été publié en anglais en 1985 et dans sa traduction française (par Pierre Furlan) en 1987. C'est le premier volume de la Trilogie new-yorkaise.
Le personnage principal, Quinn, écrivain de série policière au passé douloureux, accepte d'être pris par erreur pour un détective du nom de Paul Auster. Sa cliente lui demande d'enquêter sur Peter Stillman, un universitaire religieux extrémiste qui vient de sortir de prison et qui a l'ambition d'assassiner son propre fils qu'il a torturé durant toute son enfance. L'écrivain découvrira bientôt que cet ancien professeur tente d'inventer un nouveau langage pour sauver le monde de l'incompréhension ambiante.
Auster explore dans cette œuvre les concepts d'identité et de liberté.

## Revenants
Revenants est le deuxième volume de la Trilogie new-yorkaise.
Le roman débute par une filature dans les rues de New-York, qui se transforme très vite en quête d'identité. Les personnages n'ont pas de nom : le narrateur les nomme Bleu, Noir et Blanc. Le détective privé, Bleu, payé par Blanc, doit suivre Noir, qui ne fait rien de ses journées. La surveillance dure des années. Bleu envoie un rapport hebdomadaire à Blanc. Mais peu à peu, devant l'ennui et la déréliction, Bleu veut se confronter à Noir pour connaître les raisons de cette affaire.

## La Chambre dérobée
La Chambre dérobée est le troisième volume de la Trilogie new-yorkaise.
Fanshawe disparaît. Il laisse derrière lui sa femme Sophie, son fils Ben, et des manuscrits qu'il a confiés à un ami d'enfance, le narrateur. Celui-ci prend alors possession de la vie de Fanshawe : il publie les manuscrits, qui connaîtront le succès, il épouse Sophie et adopte Ben.

## Adaptations
Cité de verre a été adapté en 1994 en bande dessinée par Paul Karasik et David Mazzucchelli,.
En 2024, Igor Mendjisky met en scène une adaptation théâtrale dans laquelle il joue.